# Disintegration (jeu vidéo)
Pour les articles homonymes, voir Disintegration.
Disintegration est un jeu vidéo de tir à la première personne développé par V1 Interactive et édité par Private Division. Le jeu propose également des éléments du genre stratégie en temps réel. Il est sorti en juin 2020 pour Microsoft Windows, PlayStation 4 et Xbox One.

## Système de jeu
Disintegration se joue du point de vue de la première personne. Le joueur prend le contrôle de Romer Shoal, un pilote de Gravcycle. Le Gravcycle peut planer au-dessus du sol et à partir de cette position, Romer peut donner les commandes à son escouade de quatre personnes et activer leurs capacités tout en fournissant un soutien aérien. Le Gravcycle du jeu a trois modèles distincts, chacun offrant aux joueurs des avantages différents. Par exemple, le Heavy peut lancer de fortes attaques mais il se déplace à un rythme plus lent. Romer peut utiliser son Gravcycle pour mettre en évidence différents domaines d'intérêt et ressources, qui peuvent être récupérés pour mettre à niveau le Gravcycle, les unités au sol et sa propre puce de mise à niveau.
Les modes multijoueurs du jeu peuvent prendre en charge jusqu'à 10 joueurs, le joueur peut alors choisir de commander un équipage, qui se compose d'un gravcycle et de plusieurs unités terrestres. Au lancement de la partie, les joueurs peuvent choisir parmi neuf équipages. Chaque équipage a ses propres caractéristiques de jeu et ses capacités uniques.

## Trame
Le jeu se déroule 150 ans dans le futur. À la suite d'un effondrement complet de la société dû aux guerres et à la famine, un groupe de scientifiques développe une technique pour transférer le cerveau humain dans un corps robotisé afin de réduire les demandes imposées aux ressources de la Terre. Ce processus est appelé «intégration». Alors que l'intégration n'est qu'une solution temporaire, un groupe militant nommé Rayonne a émergé pour devenir une superpuissance et a commencé à forcer tous les humains à se conformer au processus d'intégration. L'histoire du jeu suit un groupe de hors-la-loi, dirigé par Romer Shoal, afin de lutter contre Rayonne.

## Développement
Le jeu a été réalisé par Marcus Lehto, le co-créateur de la série Halo. Il s'agit du premier titre de son studio, V1 Interactive, qui employait 30 employés. Alors que Lehto a commencé à réfléchir aux idées pour le jeu en 2014, le développement a pris environ trois ans et demi. Initialement, l'équipe envisageait le jeu comme un titre de stratégie en temps réel (RTS), bien qu'il ait estimé que le gameplay n'était pas assez unique. Par conséquent, Lehto a décidé d'intégrer des éléments de jeu de tir à la première personne dans le jeu. Myth était l'un des jeux qui a inspiré Letho lorsqu'il a conçu le gameplay.
Private Division a annoncé qu'elle publierait le jeu en décembre 2017. Il a été officiellement annoncé en juillet 2019. Une version bêta multijoueur est sortie en janvier 2019, d'une durée de deux jours. Le jeu est sorti pour Microsoft Windows, PlayStation 4 et Xbox One le 16 juin 2020.